# (909) Ulla
(909) Ulla es un asteroide perteneciente al cinturón exterior de asteroides descubierto el 7 de febrero de 1919 por Karl Wilhelm Reinmuth desde el observatorio de Heidelberg-Königstuhl, Alemania.
Está nombrado en honor de Ulla Ahrens, hija de un amigo del descubridor.